# 리프트 라이벌즈 2018 - 레드 리프트
리프트 라이벌즈 2018 - 레드 리프트는 리프트 라이벌즈 2018 LCK/LPL/LMS 지역 경기이다.

## 개요
- 주최 : 라이엇 게임즈
- 주관 : 라이엇 게임즈

### 방식
- 풀 리그
  - 각 지역의 스프링 순위 별로 3팀씩 묶어 서로 단판 경기를 치른다.
  - 가장 성적이 좋은 지역은 결승에 직행하고 나머지 두 지역은 준결승을 치른다.

- 결승 토너먼트
  - 5전 3선승제
  - 1~4경기는 한 팀씩 경기를 치르고, 5경기는 에이스 결정전

### 일정
- 풀 리그 : 7월 5일 (목) ~ 6일 (금)
- 준결승 : 7월 7일 (토)
- 결승 : 7월 8일 (일)

### 경기장
- 다롄 다롄 스포츠 센터 스타디움

## 풀 리그
| 팀  | 경기 | 승 | 패 | 결과   |
| --- | ---- | -- | -- | ------ |
| LPL | 8    | 6  | 2  | 결승   |
| LCK | 8    | 4  | 4  | 준결승 |
| LMS | 8    | 2  | 6  | 준결승 |

| 우승 그룹 | 우승 그룹 | 준우승 그룹 | 준우승 그룹 | 3위 그룹 | 3위 그룹 | 4위 그룹 | 4위 그룹 |
| --------- | --------- | ----------- | ----------- | -------- | -------- | -------- | -------- |
| KZ        | 0승 2패   | AFS         | 1승 1패     | KT       | 2승 0패  | SKT      | 1승 1패  |
| RNG       | 1승 1패   | EDG         | 2승 0패     | RW       | 1승 1패  | IG       | 2승 0패  |
| FW        | 2승 0패   | GRX         | 0승 2패     | MAD      | 0승 2패  | M17      | 0승 2패  |

| 대 진 표          | 대 진 표 | 대 진 표 | 대 진 표          | 경 기  | 경 기     | 일 정          |
| 블루 진영         | 스코어   | 스코어   | 레드 진영         | 그룹   | 매치 번호 | 일 정          |
| ----------------- | -------- | -------- | ----------------- | ------ | --------- | -------------- |
| 로얄 네버 기브 업 | 패       | 승       | 플래시 울브즈     | 우승   | 1경기     | 2018년 7월 5일 |
| 마치 e스포츠      | 패       | 승       | 인빅터스 게이밍   | 4위    | 1경기     | 2018년 7월 5일 |
| 아프리카 프릭스   | 패       | 승       | 에드워드 게이밍   | 준우승 | 1경기     | 2018년 7월 5일 |
| kt 롤스터         | 승       | 패       | 매드 팀           | 3위    | 1경기     | 2018년 7월 5일 |
| 마치 e스포츠      | 패       | 승       | SK 텔레콤 T1      | 4위    | 2경기     | 2018년 7월 5일 |
| kt 롤스터         | 승       | 패       | 로그 워리어스     | 3위    | 2경기     | 2018년 7월 5일 |
| 에드워드 게이밍   | 승       | 패       | G-REX             | 준우승 | 2경기     | 2018년 7월 6일 |
| 킹존 드래곤X      | 패       | 승       | 플래시 울브즈     | 우승   | 2경기     | 2018년 7월 6일 |
| 매드 팀           | 패       | 승       | 로그 워리어즈     | 3위    | 3경기     | 2018년 7월 6일 |
| 인빅터스 게이밍   | 승       | 패       | SK 텔레콤 T1      | 4위    | 3경기     | 2018년 7월 6일 |
| 아프리카 프릭스   | 승       | 패       | G-REX             | 준우승 | 3경기     | 2018년 7월 6일 |
| 킹존 드래곤X      | 패       | 승       | 로얄 네버 기브 업 | 우승   | 3경기     | 2018년 7월 6일 |

## 결승 토너먼트
|  | 준결승전 | 준결승전 | 준결승전 |  |  | 결승전 | 결승전 | 결승전 |  |
|  |          |          |          |  |  |        |        |        |  |
|  | 2nd      | LCK      | 3        |  |  |        |        |        |  |
|  | 3rd      | LMS      | 0        |  |  | 1st    | LPL    | 3      |  |
|  |          |          |          |  |  | SFW    | LCK    | 2      |  |

- 준결승전

| 대 진 표     | 대 진 표 | 대 진 표 | 대 진 표      | 경 기 | 일 정          |
| LCK          | 스코어   | 스코어   | LMS           | 경 기 | 일 정          |
| ------------ | -------- | -------- | ------------- | ----- | -------------- |
| 킹존 드래곤X | 승       | 패       | 마치 e스포츠  | 1경기 | 2018년 7월 7일 |
| SK 텔레콤 T1 | 승       | 패       | 플래시 울브즈 | 2경기 | 2018년 7월 7일 |
| kt 롤스터    | 승       | 패       | G-REX         | 3경기 | 2018년 7월 7일 |

- 결승전

| 대 진 표          | 대 진 표 | 대 진 표 | 대 진 표        | 경 기 | 일 정          |
| LPL               | 스코어   | 스코어   | LCK             | 경 기 | 일 정          |
| ----------------- | -------- | -------- | --------------- | ----- | -------------- |
| 인빅터스 게이밍   | 패       | 승       | kt 롤스터       | 1경기 | 2018년 7월 8일 |
| 로얄 네버 기브 업 | 승       | 패       | SK 텔레콤 T1    | 2경기 | 2018년 7월 8일 |
| 에드워드 게이밍   | 패       | 승       | 아프리카 프릭스 | 3경기 | 2018년 7월 8일 |
| 로그 워리어스     | 승       | 패       | 킹존 드래곤X    | 4경기 | 2018년 7월 8일 |
| 로얄 네버 기브 업 | 승       | 패       | 아프리카 프릭스 | 5경기 | 2018년 7월 8일 |